# يوهان هيرمان فيسل
يوهان هيرمان فيسل (بالنرويجية البوكمول: Johan Herman Wessel)‏ هو كاتب ومترجم وكاتب مسرحي وشاعر نرويجي، ولد في 6 أكتوبر 1742 في فيستبي في النرويج، وتوفي في 29 ديسمبر 1785 في كوبنهاغن في الدنمارك.

## وصلات خارجية
- جون هيرمان فيسل على موقع IMDb (الإنجليزية)
- جون هيرمان فيسل على موقع الموسوعة البريطانية (الإنجليزية)